# Classe ATC A12
La classe ATC A12, dénommée « Compléments minéraux », est un sous-groupe thérapeutique de la classification anatomique, thérapeutique et chimique, développée par l'OMS pour classer les médicaments et autres produits médicaux. Le sous-groupe présenté ici est celui établi par l'OMS, et peut donc différer des versions dérivées utilisées dans certains pays. Il fait partie du groupe anatomique A de la classification, intitulé « Système digestif et métabolisme ».

## A12ACalcium

### A12AA Calcium
A12AA01 phosphate de calcium
A12AA02 glubionate de calcium
A12AA03 gluconate de calcium
A12AA04 carbonate de calcium
A12AA05 lactate de calcium
A12AA06 lactate et gluconate de calcium
A12AA07 chlorure de calcium
A12AA08 glycérylphosphate de calcium
A12AA09 Complexe de lysine-citrate de calcium
A12AA10 glucoheptonate de calcium
A12AA11 pangamate de calcium
A12AA13 Citrate de calcium
A12AA20 Calcium (différents sels en association)
A12AA30 laévulate de calcium

## A12BPotassium

### A12BA Potassium
A12BA01 chlorure de potassium
A12BA02 citrate de potassium
A12BA03 hydrogénotartrate de potassium
A12BA04 hydrogénocarbonate de potassium
A12BA05 gluconate de potassium
A12BA30 associations
A12BA51 chlorure de potassium, associations

## A12C Autres compléments minéraux

### A12CASodium
A12CA01 chlorure de sodium
A12CA02 sulfate de sodium

### A12CBZinc
A12CB01 sulfate de zinc
A12CB02 gluconate de zinc
A12CB03 complexe zinc-protéine

### A12CCMagnésium
A12CC01 chlorure de magnésium
A12CC02 sulfate de magnésium
A12CC03 gluconate de magnésium
A12CC04 citrate de magnésium
A12CC05 aspartate de magnésium
A12CC06 lactate de magnésium
A12CC07 lévulinate de magnésium
A12CC08 pidolate de magnésium
A12CC09 orotate de magnésium
A12CC10 oxyde de magnésium
A12CC30 Magnésium (différent sels en association)

### A12CDFluorure
A12CD01 fluorure de sodium
A12CD02 monofluorophosphate de sodium
A12CD51 Fluorure, associations

### A12CESélénium
A12CE01 sélénate de sodium
A12CE02 sélénite de sodium
« QA12CE99 » Sélénium, associations

### A12CX Autres produits minéraux
« QA12CX90 » Toldimfos
« QA12CX91 » Butafosfan
« QA12CX99 » Autres produits minéraux, associations